# Składnica akt
Składnica akt – komórka organizacyjna, która gromadzi i przechowuje dokumentację niearchiwalną (Kat. B).